# Carrigaholt Castle
Carrigaholt Castle (irisch Caisleán Charraig an Chabhaltaigh) ist die Ruine eines Tower House im Fischerdorf Carrigaholt im Westen des irischen County Clare.

## Geschichte

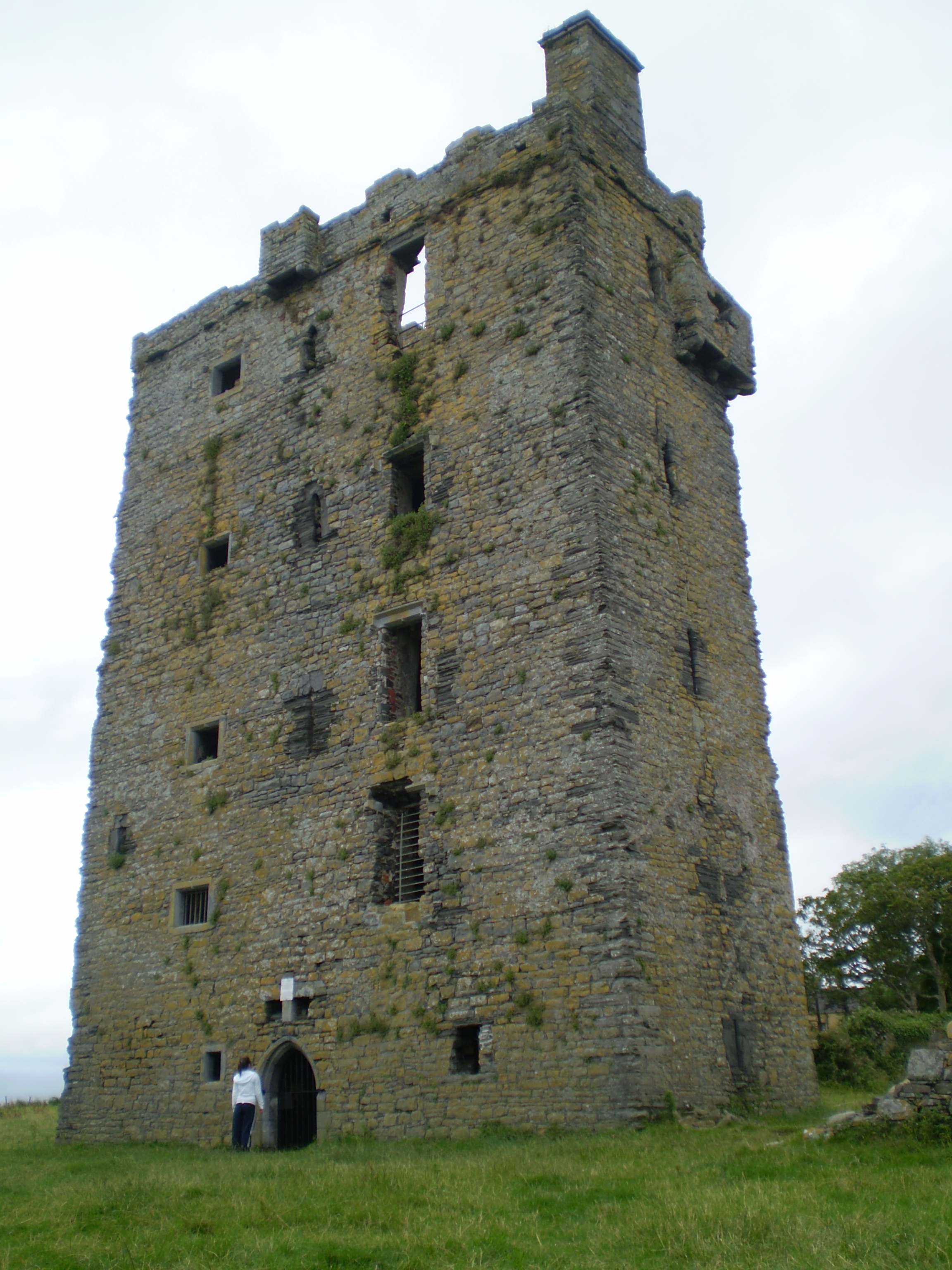
Die Ruine von Carrigaholt Castle

Die McMahons (Mac Mathghamhna), Herrscher über die Halbinsel Corcabascin (Corca Bhaiscinn), ließen die Burg um 1480 errichten. Sie steht am Ende der Pier über dem Ästuar des Shannon und dem Fischerhafen. Es handelt sich um ein gut erhaltenes Tower House mit fünf Stockwerken.
Im September 1588 lebte Tadhg Caech „der Kurzsichtige“ Mac Mathghamhna (Teige MacMahon) dort. Zu dieser Zeit ankerten sieben Schiffe der spanischen Armada in Carrigaholt. Obwohl die McMahons den Schiffen Hilfe verweigerten, belagerten die Truppen von Sir Conyers Clifford, dem damaligen Gouverneur von Connaught, die Burg kurze Zeit danach, wenn auch ohne Erfolg. Im Folgejahr nahm sie der abtrünnige 4. Earl of Thomond, Danagh O’Brien, nach einer viertägigen Belagerung ein und ließ entgegen dem Übergabevertrag alle Verteidiger hängen.
Dann fiel die Burg an den Bruder des Earls, Donal O’Brien, der viele der heute sichtbaren Fenster in das Tower House einbauen ließ, ebenso wie den offenen Kamin im 5. Stock, in den die Jahreszahl 1603 eingehauen ist. Donal O’Briens Enkel war der 3. Viscount Clare, der auf Carrigaholt Castle residierte und für den englischen König Jakob II. aus dem Haus Stuart ein Reiterregiment aufstellte, das „Yellow Dragons“ (dt.: Gelbe Drachen) genannt wurde. Nachdem die Williamites ihre ausgedehnten Ländereien von 230 km² an die Krone verwirkt hatten, erwarb die Familie Burton die Burg. Die Angehörigen der Familie Burton waren die letzten Bewohner und verließen die Burg Ende des 19. Jahrhunderts.

## Heute
Heute kümmert sich das Office of Public Works um Carrigaholt Castle. Heute ist nur noch ein Rohbau erhalten.